# まど・みちお
まど・みちお（1909年〈明治42年〉11月16日 - 2014年〈平成26年〉2月28日）は、日本の詩人。作詞家。本名は石田 道雄（いしだ みちお）。25歳のときに北原白秋にその才能を認められた。詩作りは20代から始め、以来生涯にわたって詩を作り続けた。創作意欲の源は、政治・行政・教育・経済・戦争などに対する不満である。「ぞうさん」や「やぎさんゆうびん」などの、そのおおらかでユーモラスな作品は童謡としても親しまれている。表現の前に存在があるという意味で「存在の詩人」とも称された。

## 経歴
山口県都濃郡徳山町（のちの徳山市、現在の周南市）の生まれ。幼い頃に父が仕事の都合で台湾へ渡り、さらにまどが5歳の時に母がまどの兄と妹を連れて同地に移住したため4年ほどの間、祖父と2人での生活を送っている。その後、まども祖父のもとを離れて台湾へ渡った。
台北工業学校土木科に在校中、数人で同人誌『あゆみ』を創刊し詩を発表。卒業後は台湾総督府交通局の道路港湾課で働いていたが1934年、雑誌『コドモノクニ』の童謡募集に応じて5篇を投稿、そのうちの2篇「ランタナの籬（かき）」「雨ふれば」が選者の北原白秋の目に止まり、特選に選ばれたのをきっかけに、詩や童謡の投稿を本格的に行うようになる。 1936年には山口保治によって童謡『ふたあつ』が作曲された。その翌年には同人誌『昆虫列車』の創刊に参加し、1939年の廃刊まで活動する。1939年に永山寿美と見合いして結婚。1940年に長男の京（たかし）、1947年に次男の修が生まれる。
1943年33歳のとき、召集を受け帝国陸軍の船舶工兵として在台湾の部隊に入営。マニラを皮切りに各地を転戦し、シンガポールで終戦を迎える。日本に戻り、1948年には出版社に入社。雑誌『チャイルドブック』の創刊にたずさわり詩や童謡の発表をしながら子供のための雑誌や書籍の編集やカットに関わった。
1959年に出版社を退社した後は、詩・童謡・絵画に専念する。1963年にはそれまでに作った童謡を『ぞうさん まど・みちお子どもの歌一〇〇曲集』としてまとめる。その5年後、はじめての詩集となる『てんぷらぴりぴり』を出版し第6回野間児童文芸賞を受賞。 1976年、『まど・みちお詩集』（全6巻）によって第23回サンケイ児童出版文化賞を受賞。第1巻『植物のうた』は、日本児童文学者協会賞にも選ばれた。同年、川崎市文化賞を受賞。
会社を辞めてフリーになった後、密かに自己流で絵を描いていた。51歳の春からで半年で60枚を超え、55歳まで描いていた。100近くの絵があり、周南市美術博物館にほとんど全作品が寄贈され、「まど・みちおコーナー」で代わるがわる展示されている。この多くは『まど・みちお画集　とおいところ』に詩とともに紹介されている。
この頃は『《ぞうさん》まど・みちお　子どもの歌100曲集』の「はじめに」で「ツマラヌ童謡とはその歌詞が精神の高度の燃焼による所産とはいいがたい作、つまり詩ではない童謡のことです」と不満を募らせていた。子どもでも分かる、やさしい言葉で書かれた詩と違って、一面荒々しく塗りつぶしたような絵が多く、画面は削れ、波打っているものもある。童謡の創作がおそろかになるほど絵に没頭した3年半の後、童謡を離れ、「ブドウのつゆ」などが入った『てんぷら　ぴりぴり』など自由詩に活動を移した。
その後の賞歴を箇条書きする。
- 1979年 - 『風景詩集』により第22回厚生省児童福祉文化奨励賞。
- 1980年 - 第23回日本児童文芸家協会児童文化功労賞。
- 1981年 - 第4回巖谷小波文芸賞。
- 1986年 - 『しゃっくりうた』により第35回小学館文学賞。
- 1992年 - まどの生誕地である山口県徳山市（当時）から、市民文化栄誉賞。
- 1993年 - 1994年 - 『まど・みちお全詩集』（92年に理論社から出版、戦争協力詩2編を収録して巻末にその経緯を書いた）により第43回芸術選奨文部大臣賞および第40回産経児童出版文化賞大賞、第16回路傍の石文学賞特別賞。
- 1994年 - 国際アンデルセン賞 (Hans Christian Andersen Award) 作家賞。
- 1998年 - 第47回神奈川文化賞。
- 1999年 - 1998年度朝日賞[7]。
- 2001年 - 『うめぼしリモコン』により第11回丸山豊記念現代詩賞。
- 2003年 - 第59回日本芸術院賞。

1992年には、美智子皇后（当時）の選・英訳による『どうぶつたち』(The Animals) が日本およびアメリカで出版された。
1994年に受賞した国際アンデルセン賞作家賞は、“児童文学のノーベル賞”とも言われている重要な文学賞であり、作家賞は日本人では史上初の受賞であった（日本人としては赤羽末吉の画家賞が初）。明治生まれのまどが受賞した背景には、『どうぶつたち』が美智子皇后により英訳出版されたことがある。主催する国際児童図書評議会（IBBY）も、同作まで日本国外ではほとんど知られていなかったと認めている。また美智子皇后はアンデルセン賞の主催者であるIBBYのインド大会（1998年）での基調講演にビデオ出演し、これが日本が子供の文化を尊重する国であるというイメージを世界に植え付けるのに成功した要因と評価された。
満90歳（1999年11月）を過ぎた頃からは、自らの「老い」を見つめた詩も増えている。
2008年末、腰を痛めたのを機に入院したが、創作活動は継続した。
2009年、満100歳を迎えるにあたり、新作詩集2冊（『のぼりくだりの…』『100歳詩集 逃げの一手』）が11月に刊行されたほか、出身地の周南市ではさまざまな記念イベントが開催された。
2011年1月、NHKスペシャルでドキュメンタリー「ふしぎがり〜まど・みちお百歳の詩」が放送された。
2014年2月28日午前9時9分、老衰のため東京都稲城市の病院で死去した。満104歳。

## 作品

### やぎさんゆうびん
1939年、『昆虫列車』に初出、1953年にNHKラジオで放送された（作曲：團伊玖磨）。白ヤギと黒ヤギの間で終わりなく繰り返される手紙のやりとりがユーモラスな作品である。

### ぞうさん
1951年に酒田冨治の依頼により書かれたもので、1952年に酒田冨治により2拍子の曲が付けられた。その翌年1953年、曲を聴いた佐藤義美が曲を気に入らず、團伊玖磨に再度曲をつけさせたものがNHKラジオの『うたのおばさん』で放送された。その歌詞は自らのもつ差異を肯定し、誇りとするものとされている。『まど・みちお――「ぞうさん」の詩人』（河出書房新社）によれば、子ゾウが悪口を言われた時の歌である、と。他の動物から見たら、鼻が長い君はおかしい。しかし、子どものゾウは、しょげたり怒り返したりせず、「大好きなお母さんも長いのよ」と朗らかに切り返し、それを誇りにしている歌だという。
まどは「ぞうさん」について次のように語っている。
「『鼻が長い』と言われれば からかわれたと思うのが普通ですが、子ゾウは『お母さんだってそうよ』『お母さん大好き』と言える。素晴らしい」
周南市徳山動物園には「ぞうさん」の歌碑がある。
1987年9月8日から旭硝子「ヌレナール」のテレビコマーシャルに起用された。
2003年（平成15年）にNPO「日本童謡の会」が全国約5800人のアンケートに基づき発表した「好きな童謡」で第7位に選ばれた。
2006年（平成18年）に文化庁と日本PTA全国協議会が「日本の歌百選」に選定した。
2007年には、まど自身による替え歌「とうさん」が発表され、同年にキングレコードから発売されたCD『ぞうさん-まど・みちお童謡集- 白寿記念』（KICG-231）に岡崎裕美の歌で収録された。
「The Little Gray Elephant」（英訳詞：グレッグ・アーウィン）という英語版が存在する。

### ふしぎなポケット
1954年発表。たたくたびに中のビスケットが増える魔法のポケットがほしいと歌う作品。作曲は渡辺茂。森永製菓のビスケットのCMにも使われた。

### 一年生になったら
1966年発表。幼稚園児や小学1年生の間で非常に人気があった作品。作曲は山本直純。2011年に本作はポプラ社から絵本として出版されたが、その際のタイトルは『一ねんせいになったら』であった。

## おもな著作・関連作品一覧

### 詩集
- 『てんぷらぴりぴり』（大日本図書, 1968年）
- 『まめつぶうた』（理論社, 1973年）
- 『まど・みちお詩集』（全6巻　銀河社, 1974-1975年）
- 『ぞうさん』（国土社, 1975年）　※童謡集
- 『風景詩集』（銀河社, 1979年）
- 『いいけしき』（理論社, 1981年）
- 『しゃっくりうた』（理論社, 1985年）
- 『ぼくが　ここに』（童話屋, 1993年）
- 『それから…』（童話屋, 1994年）
- 『ぞうのミミカキ』（理論社, 1998年）
- 『メロンのじかん』（理論社, 1999年）
- 『おなかの大きい小母さん』（大日本図書, 2000年）
- 『きょうも天気』（至光社, 2000年）
- 『うめぼしリモコン』（理論社, 2001年）
- 『でんでんむしのハガキ』（理論社, 2002年）
- 『たったった』（理論社, 2004年）
- 『くいしんぼさんのうた』（童心社, 2004年、画:馬場のぼる）[23]
- 『ネコとひなたぼっこ』（理論社, 2005年）
- 『そのへんを』（未知谷, 2006年、写真:みやこうせい）
- 『うふふ詩集』（理論社, 2008年）
- 『逃げの一手』（小学館, 2009年）
- 『のぼりくだりの…』（理論社, 2009年）

### 全詩集
- 伊藤英治編『まど・みちお全詩集』（理論社, 1992年初版, 1994年増補新装版, 2001年新訂版。右のISBNコードは新訂版。ISBN 9784652042311）
- 伊藤英治・市川紀子編『続 まど・みちお全詩集』（理論社，2015年）

### 選詩集
- 小海永二編『つけもののおもし』（ポプラ社, 1979年）
- 『くまさん』（童話屋, 1989年）
- 伊藤英治編『まどさんの詩の本』（全15巻　理論社, 1994-1997年）
- 市河紀子編『まど・みちお人生処方詩集』（平凡社, 2012年）[24]

### エッセイ
- 『すべての時間を花束にして』（聞き書き：柏原怜子、佼成出版社, 2002年 ISBN 9784333019717）
- 『いわずにおれない』（集英社, 2005年 ISBN 9784086501019）

### 詩画集
- 『とおいところ』（新潮社, 2003年 ISBN 9784104641017）

### 翻訳絵本
- 皇后美智子選・英訳『どうぶつたち (The Animals)』（絵：安野光雅、すえもりブックス, 1992年 ISBN 9784915777066）
- 皇后美智子選・英訳『ふしぎなポケット (The Magic Pocket)』（絵：安野光雅、すえもりブックス, 1998年 ISBN 9784915777219）

### 童謡
- ぞうさん（作曲：團伊玖磨）
- やぎさんゆうびん（作曲：團伊玖磨）
- おにぎりころりん（作曲：小森昭宏）
- 一年生になったら（作曲：山本直純）
- ふしぎなポケット（作曲：渡辺茂）
- ドロップスのうた（作曲：大中恩）
- あわてんぼうの歌（原曲：ドイツ民謡 "Schwefelhölzle"）
- あくしゅでこんにちは（作曲：渡辺茂、作曲：萩原英彦。同じ詩に2つの曲がつけられた）
- ジャングルジムのうた（作曲：諸井誠）
- びわ（作曲：磯部俶)[25]
- わからんちゃん（作曲：大中恩、作曲：渡辺茂。同じ歌詞に2つの曲がつけられた）[26][27]
- つりかわさん（作曲：磯部俶）[28]

### 合唱曲
- 児童（女声）のための合唱組曲「虫の絵本」（作曲：吉岡弘行）
  - テントウムシ
  - チョウチョウ
  - ガガンボ
  - セミ
- 混声合唱組曲「宇宙のうた」（作曲：近藤春恵）
- 女声（児童）合唱曲「花と木の歌」（作曲：今井邦男）
- 「こんなにたしかに」（作曲：山本純ノ介）
- 混声合唱組曲「詩の歌」（作曲：三善晃）
  - コスモスのうた
  - カ
  - いちばんぼし
  - かいだん I
  - やどかりさん
  - サザンカ
  - 鳥
  - かいがらさん
- 混声合唱曲集「うたよ！」（作曲：木下牧子）
  - うたよ！
  - よかったなあ
  - もう　すんだとすれば
  - おんがく
  - きこえてくる
- 混声合唱曲「どうしていつも」（作曲：木下牧子）
- 「うたをうたうとき」（作曲：信長貴富（『新しい歌』の一曲）、木下牧子）
- 「地球の子ども」（作曲：山本直純）- 第38回（1971年度）・第55回（1988年度）NHK全国音楽コンクール小学校の部課題曲
- 「みんなみんな」（作曲：三善晃）- 第72回（2005年度）NHK全国音楽コンクール小学校の部課題曲

### 同人誌
- 昆虫列車 - 詩人の水上不二と発行
- 資料 水上不二さんの詩（ポエム・ライブラリー夢ぽけっと 2005年）

### 校歌
保育園
- 中央区立勝どき保育園 (東京都中央区)

幼稚園
- 丸山幼稚園 (神奈川県川崎市)
- 香川大学教育学部附属幼稚園高松園舎(香川県高松市)

小学校
- 安曇野市立豊科南小学校（長野県安曇野市）
- 川崎市立白幡台小学校付属幼稚園（2003年閉園）（神奈川県川崎市）
- 川崎市立稗原小学校（神奈川県川崎市）
- 川崎市立南菅小学校（神奈川県川崎市）
- 私立丸山幼稚園（神奈川県川崎市）
- 練馬区立大泉第二小学校（東京都練馬区）
- 練馬区立旭町小学校（東京都練馬区）
- 町田市立忠生第四小学校（2001年閉校）（東京都町田市）
- 長野市立篠ノ井西小学校（長野県長野市）
- 世田谷区立希望丘小学校（東京都世田谷区）
- 千曲市立治田小学校（長野県千曲市）
- 岡谷市立上の原小学校（長野県岡谷市）
- 三浦市立南下浦小学校（神奈川県三浦市）
- 立川市立柏小学校（東京都立川市）

中学校
- 立川市立立川第九中学校（東京都立川市）
- 調布市立第八中学校（東京都調布市）
- 長野市立篠ノ井西中学校（長野県長野市）